# Davidov
Davidov este o comună slovacă, aflată în districtul Vranov nad Topľou din regiunea Prešov. Localitatea se află la altitudinea de 197 m deasupra n.m., se întinde pe o suprafață de 16,79 km2 și în 2017 număra 796 de locuitori.

## Istoric
Localitatea Davidov este atestată documentar din 1361.

## Demografie
| An:                | 1994 | 2004   | 2014   | 2024   |
| ------------------ | ---- | ------ | ------ | ------ |
| Număr de persoane: | 873  | 844    | 798    | 767    |
| Diferență:         |      | −3,32% | −5,45% | −3,88% |

| An:                | 2023 | 2024   |
| ------------------ | ---- | ------ |
| Număr de persoane: | 774  | 767    |
| Diferență:         |      | −0,90% |